# Appius Claudius Pulcher (konsul 143 f.Kr.)
Appius Claudius Pulcher, död cirka 130 f.Kr., var en romersk politiker.
Denne var svärfar till jordbruksreformatorn Tiberius Sempronius Gracchus. Från 133 f.Kr. till sin död tjänstgjorde han i Gracchus landkommission. År 143 f.Kr. var han konsul och 136 f.Kr. censor. Claudius erhöll titeln princeps senatus, vilket möjliggjorde kraftfullt stöd för Gracchus sak. Därtill kunde han undkomma det våld som år 133 f.Kr. förstörde reformatorn Gracchus och många av hans anhängare.